# Термодинамічний цикл
Термодинамі́чний ци́кл (англ. thermodynamic cycle) — замкнений круговий процес, який здійснює термодинамічна система, тобто такий процес, у якому початкові й кінцеві параметри, що визначають стан робочого тіла системи (тиск, об'єм, температура, ентропія), збігаються.

## Загальні поняття
Термодинамічні цикли є моделями процесів, що відбуваються в реальних теплових машинах для перетворення тепла на механічну роботу або навпаки, перенесення теплової енергії від менш нагрітого тіла до нагрітого більше за рахунок виконання роботи.
Компонентами будь-якої теплової машини є робоче тіло, а також, нагрівник та холодильник (за допомогою яких змінюється стан робочого тіла).
Оборотним називають цикл, який можна здійснити як у прямому, так і зворотному напрямку в замкнутій системі. Сумарна ентропія системи при проходженні такого циклу не змінюється. Єдиним оборотним циклом для машини, у якій передача тепла здійснюється лише між робочим тілом, нагрівником та холодильником, є цикл Карно. Існують також інші цикли (наприклад, цикл Стірлінга та цикл Ерікссона), у яких оборотність досягається шляхом уведення додаткового теплового резервуара — регенератора. Спільним для всіх цих циклів з регенерацією (тобто згадані цикли є частковими випадками) є цикл Рейтлінгера. Можна довести, що оборотні цикли мають найбільшу ефективність.

## Основні принципи реалізації
Двома основними класами термодинамічних циклів є цикли теплового двигуна та цикли теплового насоса (помпи). У циклі теплового двигуна відбувається перетворення тепла, що підводиться у механічну роботу на виході, тоді як цикл теплового насоса полягає у передачі теплової енергії від тіл з нижчою температурою до тіл з вищою температурою за допомогою механічної роботи на вході. Цикли формуються з послідовних квазістатичних процесів, що реалізують дію теплового двигуна або теплового насоса, залежно від напрямку перебігу оборотного циклу. На діаграмі p-V (тиск-об'єм) або T-S (температура-ентропія), цикл може мати напрям перебігу за годинниковою стрілкою або проти годинникової стрілки, що відповідає циклу роботи теплового двигуна або теплового насоса відповідно.
У кожному циклі робоче тіло теплової машини забирає деяку кількість теплоти ({\displaystyle Q_{1}}) у нагрівника й віддає певну кількість теплоти {\displaystyle Q_{2}} холодильнику. Робота, виконана тепловою машиною в циклі, дорівнює, таким чином:
{\displaystyle \,\!W=(Q_{1}-Q_{2})-\Delta U=Q_{1}-Q_{2}},
так як зміна внутрішньої енергії {\displaystyle U} в замкненому круговому циклі дорівнює нулю (це функція стану). Слід зазначити, що робота не є функцією стану, бо тоді сумарна робота за цикл також була б рівною нулю.
При цьому нагрівач потратив енергію {\displaystyle Q_{1}}. Тому тепловий, або, як його ще називають, термічний або термодинамічний коефіцієнт корисної дії теплового двигуна (відношення корисної роботи до затраченої теплової енергії) дорівнює
{\displaystyle \,\!\eta ={\frac {W}{Q_{1}}}={\frac {Q_{1}-Q_{2}}{Q_{1}}}}.
Якщо циклічний процес зміни станів термодинамічної системи відбувається за годинниковою стрілкою уздовж петлі, то робота W буде додатною, і це буде цикл теплового двигуна. Якщо ж рух відбувається проти руху стрілки годинника, то робота W буде від'ємною, і це буде цикл теплового насоса.

## Робота іККДв термодинамічному циклі
Робота у термодинамічному циклі, за визначенням, дорівнює
{\displaystyle \,\!W=\oint _{C}pdV},
де {\displaystyle C} — контур циклу.
З іншого боку, згідно з першим законом термодинаміки, можна записати
{\displaystyle \,\!W=\oint _{C}\delta Q-dU=\oint _{C}\delta Q=\oint _{C}TdS}.
Аналогічним чином, кількість теплоти, що передана нагрівником робочому тілу, дорівнює
{\displaystyle \,\!Q_{1}=\int _{A\rightarrow B}\delta Q=\int _{A\rightarrow B}TdS}.
Звідси видно, що найзручнішими параметрами для опису стану робочого тіла в термодинамічному циклі служать температура та ентропія.

## Список термодинамічних процесів
У термодинамічних циклах можуть відбуватись такі термодинамічні процеси:
- Адіабатичний процес: Відсутня передача енергії у вигляді тепла на певній ділянці циклу, що розглядається (δQ = 0). Це не виключає передачу енергії у вигляді роботи.
- Ізотермічний процес: Відбувається при постійній температурі на певній ділянці циклу (T = constant, δT = 0). Це не виключає перенесення енергії у вигляді тепла чи роботи.
- Ізобаричний процес: На певній ділянці циклу тиск не змінюється (p = constant, δp = 0). Це не виключає перенесення енергії у вигляді тепла або роботи.
- Ізохоричний процес: Процес відбувається за сталого об'єму (V = constant, δV = 0). Це не виключає перенесення енергії у вигляді тепла або роботи.
- Ізоентропійний процес: Процес, що відбувається при незмінній ентропії (S = constant, δS = 0). Це не виключає перенесення енергії у вигляді тепла або роботи.

## Цикл Карно та максимальний ККД теплової машини

Цикл Карно в координатах p — v

Цикл Карно передбачає виконання таких фаз:
Фаза A. Робоче тіло з температурою, що дорівнює температурі нагрівника, уводиться в контакт с нагрівником. Нагрівник надає робочому тілу {\displaystyle \,\!Q_{1}=T_{H}(S_{2}-S_{1})} тепла в ізотермічному процесі (при постійній температурі), при цьому об'єм робочого тіла зростає.
Фаза B. Робоче тіло від'єднується від нагрівника і продовжує розширюватись адіабатично (без теплообміну з навколишнім середовищем). При цьому його температура зменшується до температури холодильника.
Фаза C. Робоче тіло приводиться в контакт з холодильником і передає йому {\displaystyle \,\!Q_{2}=T_{X}(S_{2}-S_{1})} тепла в ізотермічному процесі. При цьому об'єм робочого тіла зменшується.
Фаза D. Робоче тіло адіабатично стискається до вихідного розміру, і його температура збільшується до температури нагрівника.
Коефіцієнт корисної дії такої машини
{\displaystyle \,\!\eta ={\frac {Q_{1}-Q_{2}}{Q_{1}}}={\frac {T_{H}(S_{2}-S_{1})-T_{X}(S_{2}-S_{1})}{T_{H}(S_{2}-S_{1})}}={\frac {T_{H}-T_{X}}{T_{H}}}},
тобто, залежить лише від температур холодильника та нагрівника. Видно, що 100%-ний ККД можна отримати лише у разі, якщо температура холодильника є абсолютним нулем, що є недосяжним.
Можна показати, що ККД теплової машини Карно є максимальним в тому сенсі, що ніяка теплова машина з тими ж температурами нагрівача і холодильника не може мати більший ККД.
Зауважимо, що потужність теплової машини Карно дорівнює нулю, так як передача тепла за відсутності різниці температур йде нескінченно повільно.

## Моделювання реальних термодинамічних систем
|  |

Термодинамічні цикли можуть бути використані для моделювання реальних термодинамічних пристроїв і систем, зазвичай, за низки припущень з метою спрощення розв'язання задачі. Наприклад, як видно з рисунка, робота пристроїв, таких як газова турбіна чи реактивний двигун, може бути змодельована циклом Брайтона.
Реальний пристрій при роботі здійснює низку етапів, кожний з яких сам по собі моделюється як ідеалізований термодинамічний процес. Хоча етапи зміни стану робочого тіла є складним у реального об'єкту, все ж вони у певному наближенні можуть бути змодельовані як певні ідеалізовані процеси, що найкраще відповідають його реальній поведінці.
Відмінності між ідеалізованим циклом та реальним можуть бути суттєвими. Як приклад, наступні зображення ілюструють різницю між ідеальним циклом Стірлінга і реальною діаграмою роботи двигуна Стірлінга.
|                          |                             |                                                   |
| Ідеальний цикл Стірлінга | Реальне представлення циклу | Порівняння ідеального та реального перебігу циклу |

## Загальновідомі термодинамічні цикли
На практиці, прості ідеалізовані термодинамічні цикли, зазвичай, складаються з чотирьох термодинамічних процесів. Можуть бути використані будь-які термодинамічні процеси. Однак, при моделюванні ідеалізованих циклів, часто використовуються процеси, в яких одна змінна стану (тиск, об'єм, температура чи ентропія) підтримується постійною або адіабатичний процес, коли не відбувається теплообмін з навколишнім середовищем
У таблиці наведено деякі з поширених ідеалізованих термодинамічних циклів та види процесів, з яких вони складаються:
| Цикл                                                                          | Процес 1-2 (Стиснення) | Процес 2-3 (Підведення тепла) | Процес 3-4 (Розширення) | Процес 4-1 (Відведення тепла) | Примітки |
| ----------------------------------------------------------------------------- | ---------------------- | ----------------------------- | ----------------------- | ----------------------------- | --- |
| Цикли теплових двигунів (зазвичай зовнішнього згоряння) або теплових насосів: |                        |                               |                         |                               | |
| Белла Колемана                                                                | адіабатичний           | ізобаричний                   | адіабатичний            | ізобаричний                   | Обернений цикл Брайтона                                                                                             |
| Карно                                                                         | ізоентропійний         | ізотермічний                  | ізоентропійний          | ізотермічний                  | Тепловий двигун Карно                                                                                               |
| Ерікссона                                                                     | ізотермічний           | ізобаричний                   | ізотермічний            | ізобаричний                   | Другий Цикл Ерікссона від 1853 року                                                                                 |
| Ренкіна                                                                       | адіабатичний           | ізобаричний                   | адіабатичний            | ізобаричний                   | Парова машина |
| Гігроскопічний                                                                | адіабатичний           | ізобаричний                   | адіабатичний            | ізобаричний                   | Гігроскопічний цикл                                                                                                 |
| Скудері                                                                       | адіабатичний           | змінний тиск та об'єм         | адіабатичний            | ізохоричний                   | Двигун Скудері |
| Стірлінг                                                                      | ізотермічний           | ізохоричний                   | ізотермічний            | ізохоричний                   | Двигун Стірлінга |
| Стоддарда                                                                     | адіабатичний           | ізобаричний                   | адіабатичний            | ізобаричний                   | Двигун Стоддарда |
| Цикли теплових двигунів внутрішнього згоряння:                                |                        |                               |                         |                               | |
| Брайтона                                                                      | адіабатичний           | ізобаричний                   | адіабатичний            | ізобаричний                   | Повітряно-реактивний двигун версія цього циклу із зовнішнім згорянням відома як перший цикл Ерікссона від 1833 року |
| Дізеля                                                                        | адіабатичний           | ізобаричний                   | адіабатичний            | ізохоричний                   | Дизельний двигун |
| Ленуара                                                                       | ізобаричний            | ізохоричний                   | адіабатичний            |                               | Пульсуючий повітряно-реактивний двигун (Прим.: Процес 1-2 поєднує тепловідведення і стиснення одночасно)            |
| Отто                                                                          | адіабатичний           | ізохоричний                   | адіабатичний            | ізохоричний                   | Бензиновий двигун                                                                                                   |